# Vareuptychia undina
Vareuptychia undina är en fjärilsart som beskrevs av Butler 1870. Vareuptychia undina ingår i släktet Vareuptychia och familjen praktfjärilar. Inga underarter finns listade i Catalogue of Life.